# 가이유칸

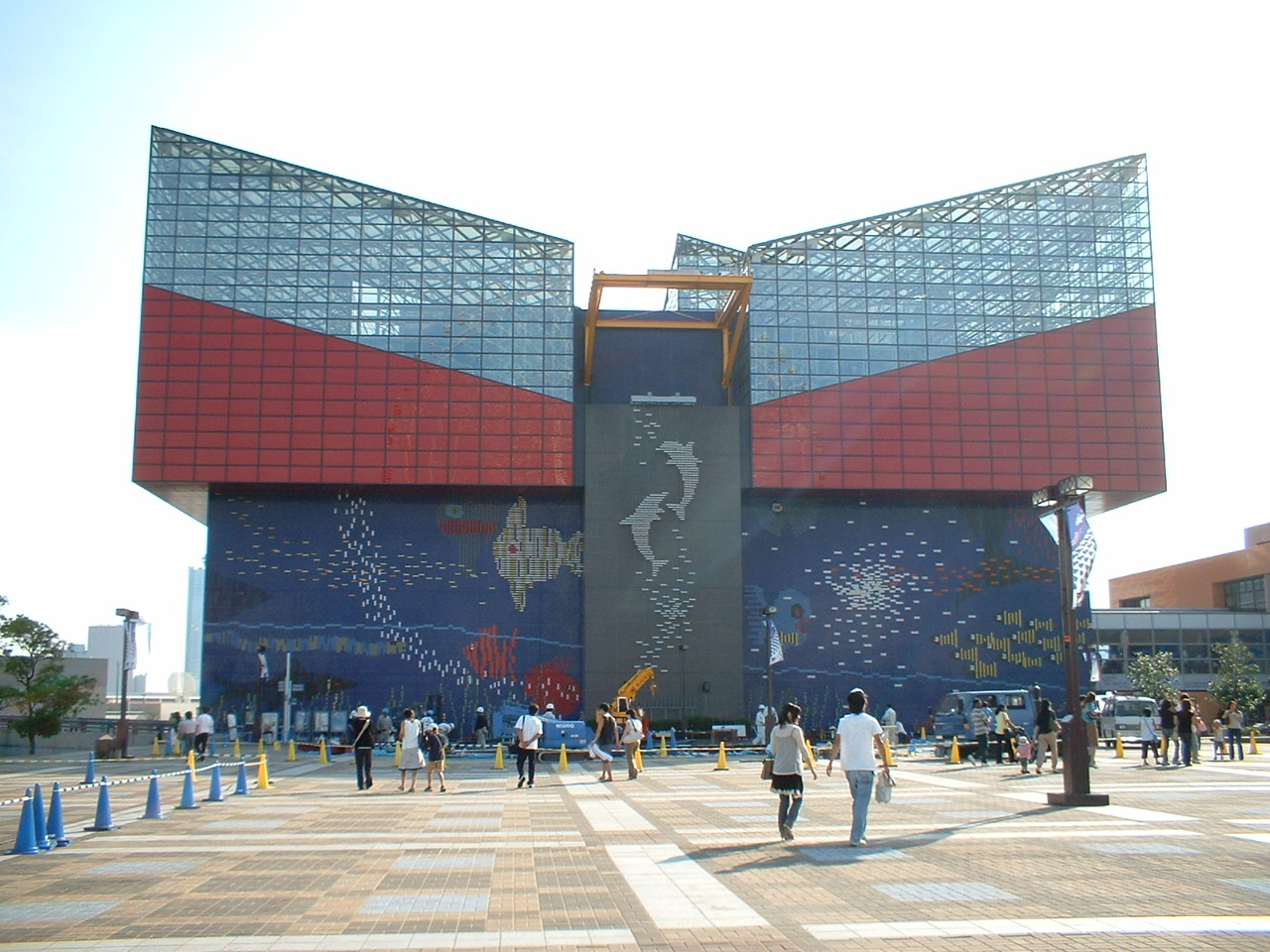
가이유칸

가이유칸(海遊館)은 일본 오사카부 오사카시 미나토구에 있는 수족관이다. 길이 9m, 넓이 34m에 물 5,400톤을 담은 초대형 수조와 14개의 전시수조로 구성되어 있다. 540종, 약 4만 마리의 해양 생물들과 바닷가 조류, 파충류 등을 볼 수 있다.
오사카 메트로 주오선의 오사카코역에 근접해 있으며 인근에 덴보잔 마켓플레이스가 위치해 있다.

## 같이 보기
- 덴포산